# Wladislaw Konstantinowitsch Sarweli
Wladislaw Konstantinowitsch Sarweli (russisch Владислав Константинович Сарвели; * 1. Oktober 1997 in Bolschoi Kamen) ist ein russischer Fußballspieler.

## Karriere
Sarweli begann seine Karriere bei Tschertanowo Moskau. Zur Saison 2014/15 rückte er in den Kader der ersten Mannschaft des Drittligisten. In seiner ersten Spielzeit absolvierte er 14 Partien in der Perwenstwo PFL, in denen er einmal traf. In der Saison 2015/16 erzielte er sechs Tore in 18 Einsätzen. In der Saison 2016/17 absolvierte er erneut 18 Partien und machte diesmal drei Tore. In der Saison 2017/18 kam er zu 25 Einsätzen, in denen er achtmal traf. Mit Tschertanowo stieg er zu Saisonende in die Perwenstwo FNL auf.
Nach dem Aufstieg debütierte er dann im Juli 2018 gegen Rotor Wolgograd in der zweiten Liga. In seiner ersten Zweitligaspielzeit absolvierte er 37 Partien und machte zwölf Tore. In der COVID-bedingt abgebrochenen Spielzeit 2019/20 erzielte er zehn Tore in 25 Partien. Zur Saison 2020/21 schloss Sarweli sich dem Ligakonkurrenten Krylja Sowetow Samara an. Für Samara absolvierte er in seiner ersten Saison 25 Partien, in denen er fünf Tore erzielte. Mit dem Verein stieg er zu Saisonende in die Premjer-Liga auf. Anschließend gab er im Juli 2021 gegen Achmat Grosny sein Debüt in der Premjer-Liga und erzielte prompt sein erstes Tor im Oberhaus. In der Saison 2021/22 machte er neun Tore in 29 Einsätzen.
Zur Saison 2022/23 wechselte der Stürmer innerhalb der Liga zum FK Sotschi. Für Sotschi absolvierte er insgesamt 26 Partien in der Premjer-Liga, in denen er viermal traf. Zur Saison 2023/24 schloss Sarweli sich dem Ligakonkurrenten Lokomotive Moskau an.